# КК Лукентум Аликанте
КК Лукентум Аликанте (шп. CB Lucentum Alicantе) је шпански кошаркашки клуб из Аликантеа. 

## Историја
Клуб је основан 1994. године. Први пут су заиграли у АЦБ лиги у сезони 2000/01. До испадања у другу лигу 2012. године, одиграли су укупно 9 сезона у највишем рангу. У сезони 2012/13. успели су да изборе повратак у АЦБ али због финансијских разлога ипак нису заиграли.
Учестововали су два пута у УЛЕБ купу, а једном су успели да стигну до осмине финала у сезони 2005/06, где су поражени од Хемофарма.

## Успеси
- Друга лига Шпаније
  - Освајач (2) :  2000, 2002.

## Познатији играчи
- Хосе Мануел Калдерон
- Џастин Долман
- Вуле Авдаловић
- Бојан Поповић
- Велимир Перасовић
- Томас Ертел